# Wallace Thurman

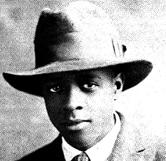
Wallace Thurman

Wallace Henry Thurman (* 16. August 1902 in Salt Lake City, Utah; † 22. Dezember 1934 in New York City) war ein US-amerikanischer Schriftsteller und wichtiger Vertreter der Harlem Renaissance in der afroamerikanischen Literatur.

## Leben
Nach dem Schulbesuch studierte Thurman kurzzeitig von 1919 bis 1920 an der University of Utah sowie zwischen 1922 und 1923 an der University of Southern California.
Mitte der 1920er Jahre wohnten er und mehrere andere afroamerikanische Autoren wie Richard Bruce Nugent und Langston Hughes in einem Wohnheim in Harlem, dem Thurman und Zora Neale Hurston den Spitznamen Niggerati Manor gaben. Dort entstand auch die Idee, eine vierteljährliche Zeitschrift zu veröffentlichen, die ausschließlich die Literatur junger afroamerikanischer Autoren vertreten sollte.
Im Sommer 1926 war er schließlich Mitbegründer des Magazins Fire!!, das entsprechend dem inhaltlichen Ziel den Untertitel „devoted to the Younger Negro Artists“ trug. Für die erste und gleichzeitig letzte Ausgabe im November 1926 schrieb er auch literarische Beiträge. Der finanzielle Misserfolg des Fire!!-Magazins, welches alle seine Mitgründer für Jahre verschuldet zurückließ, trug letztlich mit zu seiner Alkoholkrankheit bei. Gleichwohl begründete das Magazin den Stil der Harlem Renaissance, einer unter anderem von dem Fotografen Carl Van Vechten unterstützten Richtung innerhalb der afroamerikanischen Literatur.
Ab November 1928 gab er die Zeitschrift Harlem: A Forum of Negro Life heraus. Es erschienen zwei Ausgaben mit Beiträgen von Walter White, Langston Hughes, Georgia Douglas Johnson, Richard Bruce und anderen, nach der zweiten Ausgabe wurde auch diese Zeitschrift eingestellt.
Wallace Thurman wurde durch seine Romane The Blacker the Berry: A Novel of Negro Life (1929; dt. 2021 unter demselben Titel), Infants of the Spring (1932) und The Interne (1932) zu einem der wichtigsten Vertreter dieser Literaturgruppe. Im Alter von nur 32 Jahren starb er an den Folgen einer Tuberkulose.